# Labirinto (minissérie)
Labirinto é uma minissérie brasileira produzida e exibida pela TV Globo de 10 de novembro a 17 de dezembro de 1998, em 20 capítulos.
Escrita por Gilberto Braga, Leonor Bassères e Sérgio Marques, com colaboração de Marília Garcia, contou com a direção de Dennis Carvalho (também diretor geral), César Rodrigues e Mário Márcio Bandarra.
Teve Fábio Assunção, Malu Mader, Marcelo Serrado, Luana Piovani, Daniel Dantas, Paulo José, Betty Faria e Antônio Fagundes nos papéis principais.

## Enredo
O milionário Otacílio Martins Fraga é assassinado na festa de Réveillon em sua cobertura em Copacabana, e o suposto assassino, Ricardo Velasco (amante da mulher do morto, Leonor) faz com que a culpa recaia sobre o jovem André Meireles, amigo de infância de Otacílio Jr., um dos filhos do milionário. André consegue fugir e inicia uma luta para provar sua inocência, para isso contando com a garota de programa Paula Lee e com Virgínia, noiva de Júnior, que se apaixona por ele. Ao longo da minissérie, a pergunta que só é respondida no último capítulo: quem matou Otacílio Fraga?

## Elenco
| Interprete               | Personagem                             |
| ------------------------ | -------------------------------------- |
| Fábio Assunção           | André Meireles                         |
| Malu Mader               | Paula Lee / Ângela Bonfim              |
| Antônio Fagundes         | Ricardo Velasco                        |
| Betty Faria              | Leonor Quental Martins Fraga           |
| Marcelo Serrado          | Otacílio Martins Fraga Júnior (Júnior) |
| Luana Piovani            | Virgínia Camargo                       |
| Paulo José               | Otacílio Martins Fraga                 |
| Guilherme Leme           | Horácio Meireles                       |
| Deborah Evelyn           | Cibele                                 |
| Nicette Bruno            | Edite Meireles                         |
| Isabela Garcia           | Yolanda de Toledo Martins Fraga (Yoyô) |
| Alice Borges             | Antonieta Martins Fraga (Nietinha)     |
| Luciano Szafir           | Ivan Sampaio                           |
| Otávio Müller            | Emiliano Martins Fraga                 |
| Daniel Dantas            | Investigador Urbano Fonseca            |
| Helena Fernandes         | Letícia Martins Fraga Amorim           |
| Raul Gazolla             | Franklin Amorim                        |
| Tetê Medina              | Zuleica                                |
| José Lewgoy              | Mateus de Toledo Galhardo              |
| Buza Ferraz              | Sílvio Fontes Melo                     |
| Jackson Antunes          | Teodoro                                |
| Françoise Forton         | Wanda Camargo                          |
| Maurício Branco          | Lamego                                 |
| Ivan Cândido             | Claudionor Fontes Melo                 |
| Odilon Wagner            | Rodrigo Bonfim                         |
| Virgínia Cavendish       | Fernanda                               |
| Christine Fernandes      | Dora                                   |
| André Barros             | Roberto (Beto)                         |
| Taumaturgo Ferreira      | José Carlos                            |
| Carlos Eduardo Dolabella | Cerqueira                              |
| Sérgio Mamberti          | Geraldo                                |
| Cláudia Abreu            | Liliane                                |
| Stênio Garcia            | Josias                                 |
| Suely Franco             | Abigail                                |
| Cláudio Cavalcanti       | Gaspar                                 |
| Cecil Thiré              | Ernesto                                |
| Maria Padilha            | Sílvia                                 |
| Paulo César Grande       | Armando                                |
| Maria Izabel de Lizandra | Hermínia                               |
| Eloísa Mafalda           | Sarita                                 |
| Carlos Machado           | Guga                                   |
| André Segatti            | Alex                                   |
| Thalma de Freitas        | Maria da Glória (Glorinha)             |
| Neco Vila Lobos          | Oswaldo                                |
| Castro Gonzaga           | Mariano                                |
| Pedro Brício             | Tiago                                  |
| Felipe Martins           | Raul                                   |
| Arieta Corrêa            | Rosemary                               |

## Exibição
Foi reexibida pelo Viva de 7 de novembro a 2 de dezembro de 2011, substituindo O Quinto dos Infernos e substituída por Contos de Verão. Foi reexibida novamente pelo Viva de 14 de abril a 9 de maio de 2014, substituindo Cinquentinha.

### Outras Mídias
Em 5 de fevereiro de 2024, foi disponibilizada na íntegra pelo Globoplay, como parte do Projeto Resgate.

## Trilha sonora
Capa: Fábio Assunção
1. Âmbar - Maria Bethânia
2. Let's Stay Together - Al Green
3. Verbos Sujeitos - Zélia Duncan
4. If It Makes You Happy - Sheryl Crow
5. Casaco Marron - Danilo Caymmi
6. Without You - Nilssen
7. Não Enche - Caetano Veloso
8. Deixe Estar - Marina Lima
9. Street Life - Randy Crawford
10. Blue Train - Tom Jobim
11. Sorriso De Luz - Leila Pinheiro
12. Timidez - Nethy
13. Caribbean Blue - The Wind Element
14. Labirinto (instrumental) - Paulo Henrique